# مارکو روبیو
مارکو آنتونیو روبیو (انگلیسی: Marco Antonio Rubio؛ زادهٔ ۲۸ مه ۱۹۷۱) سیاستمدار و وکیل آمریکایی است که از ۲۰ ژانویه ۲۰۲۵، وزیر امور خارجه ایالات متحده آمریکا است. او همچنین در دوران تصدی خود به عنوان وزیر امور خارجه، به عنوان مشاور امنیت ملی، مسئول بایگانی ایالات متحده و مدیر آژانس توسعه بین‌المللی ایالات متحده (USAID) نیز فعالیت دارد. وی پیش از این از ۲۰۱۱ تا ۲۰۲۵ به عنوان سناتور ارشد ایالت فلوریدا در سنا حضور داشت. او که عضو حزب جمهوری‌خواه است، از سال ۲۰۰۶ تا ۲۰۰۸ ریاست مجلس نمایندگان فلوریدا را نیز برعهده داشت. روبیو در سال ۲۰۱۶ به دنبال نامزدی جمهوری‌خواهان برای انتخابات ریاست جمهوری سال ۲۰۱۶ بود که در برابر دونالد ترامپ شکست خورد و ناکام ماند، هر چند در انتخابات مقدماتی ریاست جمهوری در مینه‌سوتا، واشینگتن، دی.سی. و پورتوریکو پیروز شد.
روبیو اصالتاً کوبایی‌تبار است و در میامی به دنیا آمده است. او در دههٔ ۱۹۹۰ به عنوان عضو شورای شهر وست میامی فعالیت می‌کرد و سپس در سال ۲۰۰۰ به نمایندگی از حوزهٔ ۱۱۱ به مجلس نمایندگان فلوریدا راه یافت. روبیو در نوامبر ۲۰۰۶ به ریاست مجلس نمایندگان فلوریدا رسید و دو سال در این سمت خدمت کرد. پس از پایان دورهٔ نمایندگی‌اش در سال ۲۰۰۸ به دلیل محدودیت‌های قانونی، روبیو به تدریس در دانشگاه بین‌المللی فلوریدا پرداخت.
روبیو در سال ۲۰۱۰ طی رقابتی سه جانبه به سنا راه یافت. او در آوریل ۲۰۱۵ به جای تلاش برای انتخاب مجدد، نامزدی خود را برای انتخابات ریاست جمهوری سال ۲۰۱۶ اعلام کرد. اما پس از شکست در برابر دونالد ترامپ در انتخابات مقدماتی فلوریدا، در ۱۵ مارس ۲۰۱۶ از رقابت‌ها کناره‌گیری کرد. روبیو سپس مجدداً در انتخابات مجلس سنا کاندید شد و توانست برای دومین بار به این سمت دست یابد. با وجود انتقادهایی که روبیو در جریان رقابت‌های مقدماتی ریاست جمهوری حزب جمهوری‌خواه (۲۰۱۶) از ترامپ کرده بود، پیش از انتخابات سراسری از او حمایت کرد و در دوران ریاست جمهوری ترامپ نیز عمدتاً از او پشتیبانی می‌کرد. روبیو به دلیل نفوذش بر سیاست‌های آمریکا در قبال آمریکای لاتین در دوران اولین دوره ریاست‌جمهوری دونالد ترامپ، «وزیر امور خارجهٔ واقعی در حوزهٔ آمریکای لاتین» لقب گرفت. روبیو پس از شکست بیل نلسون، سناتور سابق، در ژانویهٔ ۲۰۱۹ به سناتور ارشد فلوریدا تبدیل شد و در سال ۲۰۲۲ برای سومین بار با شکست دادن ول دمینگز، نامزد حزب دموکرات، به سنا راه یافت. روبیو چند روز پیش از انتخابات مقدماتی آیووا، حمایت خود را از ترامپ در انتخابات ریاست‌جمهوری ایالات متحده آمریکا (۲۰۲۴) اعلام کرد.
در نوامبر ۲۰۲۴ اعلام شد که ترامپ، روبیو را به عنوان وزیر امور خارجهٔ دولت دوم خود برگزیده است. این خبر در ۱۳ نوامبر توسط ترامپ تأیید شد. روبیو اولین فرد لاتین تباری خواهد بود که این سمت را بر عهده می‌گیرد.

## زندگی‌نامه
مارکو آنتونیو روبیو در میامی فلوریدا به دنیا آمد. او دومین پسر و سومین فرزند ماریو روبیو رینا و اوریالس (با نام خانوادگی گارسیا) روبیو بود. والدین او کوبایی‌هایی بودند که در سال ۱۹۵۶، در دوران حکومت فولخنسیو باتیستا باتیستا و دو سال و نیم پیش از به قدرت رسیدن فیدل کاسترودر جریان انقلاب کوبا، به ایالات متحده مهاجرت کرده بودند. مادر روبیو پس از به قدرت رسیدن کاسترو، حداقل چهار بار به کوبا سفر کرد که یکی از این سفرها در سال ۱۹۶۱ و به مدت یک ماه بود. هیچ‌کدام از والدین روبیو در زمان تولد او شهروند آمریکا نبودند، اما در سال ۱۹۷۵ برای شهروندی درخواست دادند و تابعیت آمریکایی گرفتند. برخی از بستگان روبیو نیز به عنوان پناهنده به آمریکا راه یافته‌اند.
پدربزرگ مادری روبیو، پدرو ویکتور گارسیا، در سال ۱۹۵۶ به‌طور قانونی به ایالات متحده مهاجرت کرد، اما در سال ۱۹۵۹ برای پیدا کردن کار به کوبا بازگشت. او در سال ۱۹۶۲ هنگامی که بار دیگر و این بار بدون ویزا از کوبای کمونیستی گریخت و به آمریکا بازگشت، به عنوان مهاجر غیرقانونی بازداشت شد و قاضی مهاجرت دستور اخراج او را صادر کرد. البته مقامات مهاجرت ساعاتی بعد تصمیم خود را تغییر دادند و حکم اخراج لغو شد. به گارسیا «آزادی مشروط» داده شد که به او اجازه می‌داد در آمریکا بماند. گارسیا پس از تصویب قانون تعدیل کوبا در سال ۱۹۶۶ دوباره برای اقامت دائم درخواست داد و این بار درخواست او پذیرفته شد. روبیو در دوران کودکی رابطهٔ نزدیکی با پدربزرگش داشت.
در اکتبر ۲۰۱۱، روزنامهٔ واشینگتن پست گزارش داد که گفته‌های پیشین روبیو مبنی بر این که والدینش در سال ۱۹۵۹ (پس از به قدرت رسیدن فیدل کاسترو) مجبور به ترک کوبا شده‌اند، دروغ بوده است. در واقع والدین او در سال ۱۹۵۶، در دوران دیکتاتوری فولخنسیو باتیستا، کوبا را ترک کرده بودند. به نوشتهٔ واشینگتن پست، «در فلوریدا، ارتباط با جامعهٔ تبعیدیان پس از انقلاب، به یک سیاستمدار اعتباری ویژه می‌دهد که افرادی که با مهاجرت پیش از کاسترو مرتبط هستند، هرگز به آن دست نخواهند یافت؛ چرا که این گروه گاهی با سوءظن نگریسته می‌شوند.» روبیو اینکه تاریخچهٔ خانواده‌اش را به دروغ آراسته باشد، رد کرد و گفت اظهاراتش در مورد خانواده‌اش بر اساس «روایت‌های خانوادگی» بوده است. روبیو مدعی شد که والدینش قصد داشتند در دههٔ ۱۹۶۰ به کوبا بازگردند. او اضافه کرد که مادرش در سال ۱۹۶۱ دو فرزند بزرگترش را با این نیت که برای همیشه در کوبا زندگی کنند، به آنجا برد (پدرش برای «سر و سامان دادن به کارهای خانواده» در میامی ماند) اما گرایش کوبا به سوی کمونیسم باعث شد که خانواده برنامه‌های خود را تغییر دهد. روبیو گفت: «نکتهٔ اصلی داستان خانوادهٔ من که باید به آن توجه شود این است که چرا آنها اصلاً به آمریکا آمدند و چرا مجبور شدند در اینجا بمانند.»
روبیو سه خواهر و برادر دارد: برادر بزرگترش ماریو، خواهر بزرگترش باربارا (همسر اورلاندو سیسیلیا) و خواهر کوچکترش ورونیکا (که پیشتر همسر کارلوس پونسه، هنرمند مشهور، بود). خانوادهٔ روبیو کاتولیک بودند، هرچند او و خانواده‌اش از ۸ تا ۱۱ سالگی و در دوران زندگی در لاس وگاس، به کلیسای عیسی مسیح قدیسان آخر الزمان می‌رفتند. در آن سال‌ها، پدرش در هتل سامرتاون متصدی بار و مادرش در هتل و کازینو امپریال پالاس خدمتکار بود. روبیو اولین مراسم عشای ربانی خود را در سال ۱۹۸۴ و پیش از بازگشت به میامی به جا آورد. او در کلیسای کاتولیک مسیحی شد و بعدها نیز در همین کلیسا ازدواج کرد.
روبیو در دبیرستان ارشد ساوت میامی تحصیل کرد و در سال ۱۹۸۹ فارغ‌التحصیل شد. او یک سال با بورسیهٔ ورزشی فوتبال آمریکایی در کالج تارکیو در میزوری درس خواند و سپس به کالج اجتماعی سانتافه (که بعدها به کالج سانتافه تغییر نام داد) در گینزویل، فلوریدا رفت. روبیو مدرک لیسانس خود را در رشتهٔ علوم سیاسی در سال ۱۹۹۳ از دانشگاه فلوریدا و مدرک دکترای حقوق خود را با درجهٔ عالی در سال ۱۹۹۶ از دانشکدهٔ حقوق دانشگاه میامی دریافت کرد. روبیو گفته است که ۱۰۰ هزار دلار وام دانشجویی داشته که آن را در سال ۲۰۱۲ تسویه کرده است.

## مسیر شغلی
روبیو در دوران دانشجویی و همزمان با تحصیل در رشتهٔ حقوق، مدتی را در دفتر ایلینا رز-لهتینن، نمایندهٔ مجلس نمایندگان ایالات متحده آمریکا، کارآموزی کرد. او همچنین در سال ۱۹۹۶ در کمپین انتخاباتی باب دول، سناتور جمهوری‌خواه، برای انتخابات ریاست‌جمهوری ایالات متحده آمریکا (۱۹۹۶) فعالیت داشت. روبیو دو سال پس از فارغ‌التحصیلی از دانشگاه و در آوریل ۱۹۹۸، به عضویت شورای شهر وست میامی، فلوریدا درآمد. او سپس در اوایل سال ۲۰۰۰ وارد مجلس نمایندگان فلوریدا شد.

### مجلس نمایندگان فلوریدا

#### انتخابات و فعالیت‌های همزمان
در اواخر سال ۱۹۹۹، انتخابات ویژه‌ای برای تعیین نمایندهٔ حوزهٔ ۱۱۱ در مجلس نمایندگان فلوریدا، به نمایندگی از میامی، برگزار شد. این حوزه، حوزهٔ  کاملاً جمهوری‌خواه محسوب می‌شد، بنابراین چالش اصلی روبیو پیروزی در رقابت‌های داخلی حزب جمهوری‌خواه برای کسب نامزدی این حزب بود. او در قامت یک سیاستمدار میانه‌رو وارد رقابت‌های  انتخاباتی شد و حمایت خود را از کاهش مالیات و آموزش کودکان اعلام کرد.
روبیو در ۱۴ دسامبر ۱۹۹۹ در مرحلهٔ اول  انتخابات مقدماتی جمهوری‌خواهان در جایگاه دوم قرار گرفت، اما در دور دوم با شکست آنجل زایون (گزارشگر رادیو و تلویزیون که محبوبیت زیادی در میان مهاجران کوبایی داشت) و با اختلاف ناچیز ۶۴ رأی، نامزدی حزب جمهوری‌خواه را به دست آورد. او سپس در  انتخابات ویژهٔ ۲۵ ژانویهٔ ۲۰۰۰، با کسب ۷۲٪ آرا آناستازیا گارسیا، نامزد دموکرات‌ها، را شکست داد.
در نوامبر ۲۰۰۰، روبیو بدون اینکه رقیبی داشته باشد مجدداً  انتخاب شد. در سال ۲۰۰۲ نیز او بدون رقیب برای دومین بار به مجلس راه یافت. در سال ۲۰۰۴، او با کسب ۶۶٪ آرا برای سومین بار به مجلس نمایندگان فلوریدا راه یافت. در سال ۲۰۰۶ نیز او بدون رقیب برای چهارمین بار  انتخاب شد.
روبیو تقریباً نُه سال در مجلس نمایندگان فلوریدا حضور داشت. از آنجایی که جلسات رسمی مجلس قانونگذاری فلوریدا تنها شصت روز در سال طول می‌کشید، او تقریباً نیمی از سال را در میامی می‌گذراند و در آنجا به وکالت می‌پرداخت. او ابتدا در یک شرکت حقوقی متخصص در امور مربوط به کاربری زمین و مناطق شهری فعالیت می‌کرد و در سال ۲۰۱۴ به شرکت حقوقی و لابی‌گری «براد اند کسل» در میامی پیوست. البته قانون ایالتی او را از هرگونه فعالیت لابی‌گری یا ارائهٔ طرح‌های قانونی به نمایندگی از موکلان شرکت منع می‌کرد.

#### دوران نمایندگی
زمانی که روبیو در ژانویهٔ ۲۰۰۰ کرسی خود را در مجلس قانون‌گذاری فلوریدا در شهر تالاهاسی به دست آورد، رأی‌دهندگان فلوریدا اخیراً با اصلاحیه‌ای در قانون اساسی ایالت فلوریدا مبنی بر محدودیت دورههای نمایندگی موافقت کرده بودند. این موضوع باعث شد که بسیاری از نمایندگان با سابقه مجبور به ترک مجلس شوند و در  نتیجه فرصتی استثنایی برای رهبران جدید مجلس فراهم شود. بر اساس گزارشی که در نشریهٔ نشنال ژورنال  منتشر شد، روبیو در این زمینه از شانس بیشتری برخوردار بود، زیرا به دلیل برگزاری  انتخابات ویژه، زودتر از بقیه سوگند یاد کرده بود و می‌توانست از این فرصت برای اقناع رهبری حزب جمهوری‌خواه به منظور پیوستن به آن‌ها استفاده کند.

##### دستیار رهبر اکثریت و رهبر اکثریت
در اواخر سال ۲۰۰۰، مایک فاسانو، رهبر اکثریت مجلس نمایندگان فلوریدا، روبیو را به عنوان یکی از دو دستیار خود منصوب کرد. نشریهٔ نشنال ژورنال موفقیت در این سمت را معمولاً نیازمند اعمال فشار و قدرت چانه‌زنی زیاد توصیف کرد، اما گفت که روبیو رویکرد متفاوتی در پیش گرفت و به جای وادار کردن نمایندگان به انجام کاری، سعی می‌کرد آنها را متقاعد کند.
فاسانو در سپتامبر ۲۰۰۱ به دلیل اختلاف نظر با رئیس مجلس از سمت رهبری اکثریت استعفا داد. رئیس مجلس نیز به جای روبیو، فردی با تجربه بیشتر را برای جایگزینی فاسانو  انتخاب کرد. روبیو به صورت داوطلبانه برای تغییر حوزه‌های  انتخابیه اعلام آمادگی کرد. او ایالت را به پنج منطقه تقسیم کرد و سپس با هر یک از نمایندگان به صورت جداگانه وارد مذاکره شد. این کار به او کمک کرد تا روابط خود را با رهبران حزب جمهوری‌خواه تقویت کند.
در دسامبر ۲۰۰۲، روبیو توسط جانی بیرد، رئیس مجلس نمایندگان فلوریدا، به سمت رهبر اکثریت منصوب شد. او رئیس مجلس را متقاعد کرد که ساختار سمت رهبری اکثریت را تغییر دهد، به گونه‌ای که بحث و گفتگو و چانه‌زنی‌های قانونی بر عهدهٔ دستیاران رهبر اکثریت باشد و روبیو به عنوان سخنگوی اصلی حزب جمهوری‌خواه در مجلس فعالیت کند.
طبق گزارش نشنال ژورنال، روبیو در این دوران  کاملاً به اصول محافظه‌کارانه پایبند نبود و برخی از همکارانش او را سیاستمداری میانه‌رو توصیف می‌کردند «که به دنبال همکاری با دموکرات‌ها و گروه‌هایی بود که معمولاً با حزب جمهوری‌خواه همسو نیستند». او از طرحی حمایت کرد که به کارگران مزارع اجازه می‌داد در صورت دریافت نکردن دستمزد  کامل، از کارفرمایان خود در دادگاه ایالتی شکایت کنند و همچنین از لایحه‌ای برای برابری شهریهٔ دانشجویان بومی و غیربومی برای فرزندان مهاجران غیرقانونی حمایت کرد. پس از حملات ۱۱ سپتامبر، او با دید تردید به گسترش اختیارات پلیس برای بازداشت افراد نگاه کرد و به شکست لایحه‌ای از حزب جمهوری‌خواه کمک کرد که کالج‌ها را ملزم می‌کرد گزارش‌های بیشتری را در مورد دانشجویان خارجی به ایالت ارائه دهند.
روبیو در زمان نمایندگی خود در مجلس ایالتی، درخواست‌هایی را برای اختصاص بودجه‌های ویژه (که در فلوریدا «درخواست‌های بودجهٔ اجتماعی» نامیده می‌شوند) به مبلغ حدود ۱۴۵ میلیون دلار برای سال‌های ۲۰۰۱ و ۲۰۰۲ ارائه کرد، اما پس از آن دیگر چنین درخواست‌هایی نداشت. علاوه بر این، یکی از نهادهای دولتی فهرستی طولانی‌تر از درخواست‌های بودجه نمایندگان مجلس، از جمله روبیو را گردآوری کرد و گروه غیرانتفاعی «فلوریدا تکس‌واچ» نیز چنین فهرستی را تهیه کرد. بسیاری از موارد ذکر شده در این فهرست‌ها مربوط به برنامه‌های بهداشتی و اجتماعی بود که روبیو آنها را «از آن دسته چیزهایی توصیف کرده است که اگر ما بودجهٔ آنها را تأمین نکنیم، نمایندگان مجلس مورد  انتقاد قرار می‌گیرند». گزارشی در سال ۲۰۱۰ توسط روزنامه‌های تامپا بی تایمز و میامی هرالد  منتشر شد که در آن گفته شده بود برخی از درخواست‌های بودجهٔ روبیو با منافع شخصی او همخوانی دارد. به عنوان مثال، روبیو درخواست اختصاص ۲۰ میلیون دلار به بیمارستان «جکسون مموریال» را برای کمک به درمان افراد فقیر و فاقد بیمه ارائه کرده بود، و روبیو بعدها به عنوان مشاور برای این بیمارستان کار کرد.
سخنگوی روبیو در این باره گفته است که این موارد به کل شهرستان کمک کرده است، روبیو برای تصویب آنها لابی نکرده است، بودجهٔ بیمارستان ضروری و غیرقابل بحث بوده است، و روبیو «یک محافظه‌کار محدودکنندهٔ دولت است… نه یک محافظه‌کار ضد دولت».

##### ریاست مجلس
در ۱۳ سپتامبر ۲۰۰۵، روبیو در سن ۳۴ سالگی پس از کناره‌گیری دنیس بکسلی، جف کاتکمپ و دنیس ای. راس، به ریاست مجلس نمایندگان فلوریدا رسید. او یک سال بعد، در نوامبر ۲۰۰۶، به‌طور رسمی سوگند یاد کرد. او اولین آمریکایی کوبایی‌تباری بود که به ریاست مجلس نمایندگان فلوریدا می‌رسید و تا نوامبر ۲۰۰۸ در این سمت باقی ماند.
روبیو در سال ۲۰۰۵ و هنگامی که به عنوان رئیس آیندهٔ مجلس  انتخاب شد، در سخنرانی خود در مجلس نمایندگان فلوریدا از اعضا خواست که به داخل میزهای خود نگاه کنند. آن‌ها در میزهای خود کتابی با عنوان «۱۰۰ ایدهٔ نوآورانه برای آیندهٔ فلوریدا» پیدا کردند. اما این کتاب خالی بود زیرا هنوز نوشته نشده بود. روبیو به همکارانش گفت که آنها با کمک مردم عادی فلوریدا صفحات این کتاب را پر خواهند کرد. در سال ۲۰۰۶، روبیو پس از سفر به سراسر ایالت و گفتگو با شهروندان و گردآوری ایده‌های آنها، این کتاب را  منتشر کرد. نشریهٔ نشنال ژورنال این کتاب را «محور اصلی دوران ریاست روبیو بر مجلس» نامید. حدود ۲۴ مورد از این «ایده‌ها» به قانون تبدیل شدند و ۱۰ مورد دیگر نیز تا حدودی اجرایی شدند.
از جمله مواردی که در کتاب سال ۲۰۰۶ روبیو ذکر شده بود و به قانون تبدیل شدند، می‌توان به صدور کارت خودرو به مدت چند سال، الزام دبیرستان‌ها به ارائهٔ دروس فنی‌حرفه‌ای بیشتر، و گسترش برنامه‌های «مدرسه به سبک دلخواه» مشابه سیستم کوپن یا واچر آموزشی اشاره کرد. حامیان روبیو و برخی از  منتقدان او اشاره می‌کنند که مشکلات اقتصادی سراسری با بخش زیادی از دوران ریاست روبیو بر مجلس همزمان بود و به همین دلیل تأمین بودجه برای طرح‌های جدید قانونی دشوار شد.
هنگامی که روبیو به عنوان رئیس مجلس سوگند یاد کرد، جب بوش در حال پایان دورهٔ فرمانداری خود بود و در ژانویهٔ ۲۰۰۷ از سمت خود کناره‌گیری کرد. روبیو ۱۸ نفر از دستیاران بوش را استخدام کرد، به طوری که افراد مطلع در ساختمان کنگره ایالتی می‌گفتند که دفتر رئیس مجلس «دفتر فرمانداری در تبعید» است. مقاله‌ای در نشنال ژورنال، سبک روبیو را بسیار متفاوت از سبک بوش توصیف کرد. در حالی که بوش مدیری بسیار قاطع در امور تالاهاسی بود، سبک روبیو تفویض برخی از اختیارات، چشم‌پوشی از برخی دیگر و دعوت از رقبای سیاسی به حلقهٔ نزدیکان خود بود.
او به عنوان رئیس جدید مجلس، تصمیم گرفت یک اتاق غذاخوری خصوصی برای نمایندگان مجلس ایجاد کند. به گفتهٔ او، این کار به نمایندگان امکان می‌داد که دور از چشم لابی‌گرها، با آرامش و راحت‌تر با یکدیگر صحبت کنند. البته هزینهٔ این کار باعث ایجاد مشکلاتی در بخش روابط عمومی شد.
در سال ۲۰۰۶، فلوریدا قانونی را برای محدود کردن اختیارات دولت ایالتی در تصرف املاک خصوصی تصویب کرد. این قانون در واکنش به حکم دیوان عالی در سال ۲۰۰۵ در پروندهٔ «کلو در برابر شهر نیو لندن» تصویب شد که به دولت اختیار گسترده‌ای برای تصرف املاک خصوصی تحت قانون «حق حاکمیت» داده بود. این قانون ایالتی توسط کمیتهٔ ویژه‌ای به ریاست روبیو و پیش از رسیدن او به ریاست مجلس پیشنهاد شده بود.
پس از جب بوش، چارلی کریست، جمهوری‌خواهی میانه‌رو، در ژانویهٔ ۲۰۰۷ به عنوان فرماندار فلوریدا سوگند یاد کرد. روبیو و کریست بارها با یکدیگر درگیر شدند. شدیدترین درگیری آنها مربوط به طرح فرماندار برای گسترش قمار در کازینوها در فلوریدا بود. روبیو از کریست به دلیل نادیده گرفتن مجلس قانونگذاری فلوریدا و انعقاد توافقی با قبیلۀ سمینول (بومیان آمریکایی ساکن فلوریدا) شکایت کرد. دیوان عالی فلوریدا به نفع روبیو رأی داد و این توافق را لغو کرد.
روبیو همچنین از استراتژی کریست برای مقابله با تغییر اقلیم از طریق صدور فرمانی اجرایی برای ایجاد استانداردهای جدید برای  انتشار گازهای گلخانه‌ای توسط خودروها و نیروگاه‌ها  انتقاد کرد. روبیو کریست را به تحمیل «مقررات دولتی گسترده به سبک اروپایی» متهم کرد و مجلس قانونگذاری فلوریدا تحت رهبری روبیو تأثیر طرح کریست برای مقابله با تغییر اقلیم را کاهش داد. روبیو گفت که رویکرد کریست با افزایش قیمت قبض‌های خدمات عمومی به مصرف‌کنندگان آسیب می‌رساند، بدون اینکه تأثیر قابل توجهی بر محیط زیست داشته باشد. به گفتهٔ او، رویکرد بهتر ترویج سوخت‌های زیستی (مانند اتانول)، صفحات خورشیدی و بهینه‌سازی مصرف انرژی است.
روبیو طرحی را برای کاهش مالیات بر دارایی ایالتی به سطح سال ۲۰۰۱ (و احتمالاً حذف  کامل آن) و افزایش مالیات بر فروش از ۱٪ به ۲٫۵٪ برای تأمین بودجهٔ مدارس ارائه کرد. این طرح مالیات بر دارایی در ایالت را ۴۰ تا ۵۰ میلیارد دلار کاهش می‌داد. این طرح در مجلس نمایندگان تصویب شد، اما با مخالفت فرماندار کریست و جمهوری‌خواهان سنای فلوریدا مواجه شد که می‌گفتند افزایش مالیات بر فروش به‌طور نامتناسبی بر فقرا تأثیر می‌گذارد؛ بنابراین، روبیو با تغییرات کوچک‌تری موافقت کرد و در نهایت طرح کریست برای دو برابر کردن معافیت مالیات بر دارایی ایالتی از ۲۵۰۰۰ دلار به ۵۰۰۰۰ دلار (برای کاهش مالیات که توسط کریست ۳۳ میلیارد دلار تخمین زده شده بود) تصویب شد. نمایندگان مجلس این را بزرگ‌ترین کاهش مالیات در تاریخ فلوریدا تا آن زمان نامیدند. در آن زمان، گروور نورکوئیست، فعال جمهوری‌خواه ضد مالیات، روبیو را «حامی‌ترین رئیس مجلس قانون‌گذاری کشور برای منافع مالیات‌دهندگان» خواند.
به گزارش ان‌بی‌سی نیوز، روبیو به عنوان رئیس مجلس «به‌طور تهاجمی سعی کرد فلوریدا را به سمت راست سیاسی سوق دهد» و بارها با سنای فلوریدا که توسط جمهوری‌خواهان میانه‌روتر اداره می‌شد و با چارلی کریست، فرماندار وقت که در آن زمان یک جمهوری‌خواه میانه‌رو بود، درگیر شد. اگرچه روبیو یک محافظه‌کار بود، اما به گفتهٔ مانوئل رویگ-فرانزیا، نویسندهٔ بیوگرافی او، «در پشت صحنه، بسیاری از دموکرات‌ها روبیو را کسی می‌دانستند که می‌توانند با او کار کنند». دن گلبر از میامی، رهبر دموکرات‌ها در مجلس نمایندگان در زمان ریاست روبیو، او را «یک محافظه‌کار واقعی» اما نه «یک حزب‌گرای متعصب» می‌دانست و می‌گفت: «او به همکاری با طرف مقابل فقط به خاطر اینکه آنها طرف مقابل بودند، اعتراضی نداشت. به‌طور خلاصه، او یک آدم بی‌ادب نبود.» گلبر روبیو را «یک محافظه‌کار سرسخت، واقعاً در جناح راست، اما احتمالاً با استعدادترین سخنگویی که جناح راست می‌توانست به آن امیدوار باشد» می‌دانست.
در زمان ریاست روبیو بر مجلس نمایندگان فلوریدا، او با دیوید ریورا، دیگر نمایندهٔ ایالتی فلوریدا، در تالاهاسی خانه‌ای را به‌طور مشترک اجاره کرده بودند. این خانه بعدها در سال ۲۰۱۰ به دلیل عدم پرداخت چندین قسط وام مسکن، توقیف شد. در آن زمان، روبیو مسئولیت پرداخت‌ها را بر عهده گرفت و در نهایت خانه فروخته شد.
در سال ۲۰۰۷، تونی هیل، سناتور ایالتی فلوریدا از جکسون‌ویل و رئیس فراکسیون سیاه‌پوستان در مجلس قانونگذاری ایالت، درخواست کرد که مجلس به دلیل سابقهٔ حمایت از برده‌داری آن عذرخواهی کند. روبیو در این باره گفت که این ایده ارزش بحث و بررسی دارد. سال بعد، روبیو که از این طرح حمایت می‌کرد، گفت که چنین عذرخواهی‌هایی هرچند نمادین هستند، اما می‌توانند مهم باشند. او اشاره کرد که حتی در سال ۲۰۰۸ نیز مردان جوان آفریقایی-آمریکایی «معتقدند که رؤیای آمریکایی برای آنها دست‌یافتنی نیست». او به تأسیس شورایی برای بررسی مسائل و مشکلات مردان و پسران سیاه‌پوست کمک کرد، همکارانش را متقاعد کرد که طرح «منطقهٔ کودکان هارلم» را در محلهٔ لیبرتی سیتی میامی اجرا کنند، و از تلاش‌ها برای ترویج سوادآموزی و آموزش کودکان سیاه‌پوست و سایر کودکان حمایت کرد.
در سال ۲۰۱۰ و در جریان کمپین  انتخاباتی روبیو برای سنا، و مجدداً در سال ۲۰۱۵ و در جریان کمپین  انتخاباتی او برای ریاست جمهوری، رسانه‌ها و رقبای سیاسی او در مورد برخی از مواردی که روبیو در دوران ریاست خود بر مجلس نمایندگان با کارت اعتباری «امریکن اکسپرس» حزب جمهوری‌خواه فلوریدا خریداری کرده بود، سؤال و  انتقاد کردند. روبیو در طول این دو سال حدود ۱۱۰ هزار دلار با این کارت خرید کرده بود که ۱۶ هزار دلار آن مربوط به هزینه‌های شخصی غیر مرتبط با فعالیت‌های حزبی، مانند مواد غذایی و بلیط هواپیما، بود. روبیو گفت که او شخصاً بیش از ۱۶ هزار دلار برای این هزینه‌های شخصی به شرکت امریکن اکسپرس پرداخت کرده است. در سال ۲۰۱۲، کمیسیون اخلاق فلوریدا روبیو را از هرگونه تخلف در استفاده از کارت اعتباری صادر شده توسط حزب تبرئه کرد، اگرچه بازرس کمیسیون گفت که روبیو در استفاده نکردن از کارت اعتباری شخصی «مستر کارت» خود «سهل‌انگاری» کرده است. در نوامبر ۲۰۱۵، روبیو صورت‌حساب‌های کارت اعتباری حزب خود را از ژانویهٔ ۲۰۰۵ تا اکتبر ۲۰۰۶  منتشر کرد که نشان می‌داد هشت مورد خرید شخصی به مبلغ ۷۲۴۳٫۷۴ دلار انجام شده است که همهٔ آنها توسط خود او و در بیشتر موارد تا پیش از صدور صورت‌حساب بعدی، به حزب بازگردانده شده بود. تاد هریس، سخنگوی روبیو، هنگام  انتشار سوابق خریدهای انجام شده با این کارت گفت: «این صورت‌حساب‌ها بیش از ۱۰ سال قدمت دارند. و تنها کسانی که امروز دربارهٔ آنها سؤال می‌کنند، رسانه‌های لیبرال و رقبای سیاسی ما هستند. ما آنها را اکنون  منتشر می‌کنیم زیرا مارکو چیزی برای پنهان کردن ندارد.»

## فعالیت آکادمیک
روبیو پس از پایان دورهٔ نمایندگی‌اش در مجلس فلوریدا در سال ۲۰۰۸، به عنوان استاد معین در دانشگاه بین‌المللی فلوریدا (FIU) مشغول به کار شد. او با استفاده از یک بورسیهٔ فلوشیپ در این دانشگاه به تدریس پرداخت. روبیو در سال ۲۰۱۱ و پس از ورود به سنای ایالات متحده، مجدداً به این دانشگاه بازگشت و به تدریس در آنجا ادامه داد. او در بخش سیاست و روابط بین‌الملل که بخشی از دانشکدهٔ امور بین‌الملل و سیاست‌گذاری عمومی «استیون جی. گرین» در دانشگاه FIU است، تدریس کرد. او دروس مختلفی را در مقطع کارشناسی در زمینه‌های سیاست ایالت فلوریدا، احزاب سیاسی و قانونگذاری ارائه کرده است.
انتصاب روبیو به عنوان استاد دانشگاه در ابتدا با  انتقاداتی روبرو شد. منتقدان به این موضوع اشاره می‌کردند که این دانشگاه در زمانی که روبیو رئیس مجلس نمایندگان فلوریدا بود، بودجهٔ قابل توجهی از دولت ایالتی دریافت کرده بود و در عین حال، بسیاری از مشاغل دانشگاهی به دلیل کمبود بودجه در زمانی که دانشگاه او را به عنوان استاد به کار گرفت، در حال حذف بودند. روبیو هنگامی که پیشنهاد استادی در دانشگاه FIU را با استفاده از بورسیهٔ فلوشیپ پذیرفت، متعهد شد که بخش عمده‌ای از بودجهٔ مورد نیاز برای سمت خود را از منابع خصوصی تأمین کند.

## سنای ایالات متحده

### انتخابات ۲۰۱۰
روبیو در ۵ مه ۲۰۰۹ اعلام کرد برای جانشینی کرسی سناتور مل مارتینز رقابت خواهد کرد. روبیو که در آغاز از چارلی کرایست فرماندار فلوریدا از حزب خود با اختلافی دو رقمی عقب بود، از او پیش افتاد. او در مبارزات خود از حمایت جنبش تی پارتی برخوردار شد. جنبش تی پارتی، با سیاست‌های کرایست در مقام فرماندار مخالف بود.
کرایست در آوریل ۲۰۱۰ اعلام کرد به صورت مستقل در انتخابات شرکت خواهد کرد و عملاً نامزدی حزب جمهوری‌خواه را به روبیو واگذار کرد. روبیو انتخابات سراسری را در ۲ نوامبر ۲۰۱۰ با کسب ۴۹ درصد از آرا در برابر ۳۰٪ رأی کرایست و ۲۰٪ رأی نامزد حزب دموکرات برنده شد. روبیو پس از انتخاب، به عنوان یکی از تنها دو سناتور کوبایی آمریکایی در کنار باب منندز مشغول به کار شد. همچنین در خصوص رقابت او به عنوان یکی از نامزدهای انتخابات ریاست‌جمهوری ایالات متحده در سال ۲۰۱۲ گمانه زنی شد.

## مواضع سیاسی
روبیو در ابتدا با حمایت تی پارتی در انتخابات پیروز شد ولی حمایت از او اصلاحات جامع مهاجرتی و فراهم آوری مسیری برای اعطای شهروندی به اتباع خارجی غیرقانونی مقیم آمریکا رابطهٔ او را با این جنبش تیره کرد.

### سیاست خارجی
روبیو خواستار حضور فعال‌تر ایالات متحده در امور جهانی و «ایفای نقش قوی آمریکا در مقابله با» ایران، روسیه و کره شمالی شده است. او ولادیمیر پوتین، رئیس‌جمهور روسیه، را با نامیدن او به عنوان یک «گانگستر» و «یک چهرهٔ جنایتکار سازمان‌یافته که یک کشور را اداره می‌کند» تحقیر کرده است. او با تلاش‌های دولت اوباما برای عادی‌سازی روابط سیاسی با کوبا مخالفت کرده است. روبیو همچنین با توافق برنامه جامع اقدام مشترک (برجام) و برنامه هسته‌ای ایران (که تا حدی توسط دولت اوباما میانجی‌گری شد) مخالف است و اعلام کرده است که تا زمانی که ایران با پایان دادن به برنامه غنی‌سازی اورانیوم خود موافقت نکند، به افزایش تحریم‌ها علیه این کشور ادامه خواهد داد. او همچنین به احتمال اقدام نظامی برای جلوگیری از دستیابی ایران به سلاح هسته‌ای اشاره کرده است. روبیو همچنین نگران نقض حقوق بشر در چین و تأثیر گسترده‌تر چین بر امنیت ملی آمریکا است. او می‌خواهد حضور نظامی ایالات متحده در شرق آسیا را افزایش دهد و به رشد اقتصادی بیشتر در نتیجهٔ افزایش تجارت با چین امیدوار است.

#### آسیا

##### جمهوری خلق چین
چند هفته پس از آغاز کمپین تحریم کلاس‌های درس و "جنبش چتر" در هنگ کنگ در سال ۲۰۱۴ که خواستار حق رأی همگانی واقعی در کنار اهداف دیگر بود، روبیو به همراه همکاران دو حزبی خود به تلاش سناتور شر راد براون و کریس اسمیت، نمایندهٔ مجلس نمایندگان، برای ارائهٔ "قانون حقوق بشر و دموکراسی هنگ کنگ" پیوستند. این قانون، "قانون سیاست ایالات متحده و هنگ کنگ در سال ۱۹۹۲" و تعهد ایالات متحده به آزادی و دموکراسی هنگ کنگ را به‌روزرسانی می‌کرد. روبیو گفت: "چین همچنان… مخالفان را سرکوب و از دموکراسی در هنگ کنگ جلوگیری می‌کند… ایالات متحده باید به وضوح اعلام کند که ما در کنار آرزوهای دموکراتیک مردم هنگ کنگ و در مقابل تلاش‌ها برای سرکوب آنها ایستاده‌ایم… و به اطمینان از اینکه هنگ کنگ واقعاً از پکن مستقل بماند، کمک می‌کنیم."
در نوامبر ۲۰۱۷، در واکنش به تلاش‌های جمهوری خلق چین برای خرید شرکت‌های فناوری مستقر در ایالات متحده، روبیو یکی از ۹ سناتوری بود که از لایحه‌ای حمایت کردند که توانایی دولت فدرال برای جلوگیری از خرید شرکت‌های آمریکایی توسط خارجی‌ها را از طریق افزایش قدرت «کمیتهٔ سرمایه‌گذاری خارجی در ایالات متحده» (CFIUS) گسترش می‌داد. دامنهٔ فعالیت CFIUS گسترش می‌یافت تا به آن اجازه دهد سرمایه‌گذاری‌های کوچک‌تر را نیز بررسی و احتمالاً رد کند و عوامل اضافی امنیت ملی را برای بررسی توسط CFIUS اضافه کند، از جمله اینکه آیا اطلاعات مربوط به آمریکایی‌ها به عنوان بخشی از معاملات افشا می‌شود یا اینکه آیا این معامله به کلاهبرداری کمک می‌کند.
در نوامبر ۲۰۱۸، روبیو و گروهی دو حزبی از سناتورها نامه‌ای به دولت ترامپ فرستادند و نگرانی‌های خود را دربارهٔ نفوذ بی‌رویهٔ چین بر رسانه‌ها و مؤسسات آموزشی در ایالات متحده ابراز کردند. آنها نوشتند: «در رسانه‌های خبری آمریکا، پکن از روابط مالی برای سرکوب اطلاعات منفی دربارهٔ حزب کمونیست چین استفاده کرده است. در چهار سال گذشته، چندین رسانه با روابط مالی مستقیم یا غیرمستقیم با جمهوری خلق چین ظاهراً تصمیم گرفتند گزارش‌هایی دربارهٔ ثروت و فساد در حزب کمونیست چین  منتشر نکنند… پکن همچنین به دنبال استفاده از روابط با مؤسسات آموزشی و گروه‌های دانشجویی آمریکایی برای شکل‌دادن به گفتمان عمومی بوده است.»
در ژانویهٔ ۲۰۱۹، روبیو و مارک وارنر، سناتور دموکرات، قانونی را برای ایجاد «دفتر فناوری و امنیت حیاتی» در کاخ سفید ارائه کردند که هدف آن سازماندهی تلاش‌ها برای حفاظت از فناوری در سراسر دولت فدرال بود. روبیو در بیانیه‌ای گفت: «چین به حملهٔ هماهنگ خود به مالکیت فکری ایالات متحده، کسب‌وکارهای آمریکایی و شبکه‌ها و اطلاعات دولتی ما با حمایت  کامل حزب کمونیست چین ادامه می‌دهد.» او افزود که ایالات متحده به «رویکردی هماهنگ‌تر برای مقابله مستقیم با این تهدید حیاتی و اطمینان از» حفاظت بهتر از فناوری آمریکا نیاز دارد و این لایحه «با هماهنگ‌کردن تلاش‌ها در سراسر دولت، به حفاظت از ایالات متحده کمک می‌کند.»
در فوریهٔ ۲۰۱۹، روبیو قانونی را برای محدود کردن و مالیات بندی سرمایه‌گذاری چین در ایالات متحده به عنوان راهی برای مقابله با برنامهٔ مدرنیزاسیون صنعتی "ساخت چین ۲۰۲۵" (MIC2025) پکن پیشنهاد کرد.
در اکتبر ۲۰۱۹، شرکت بازی‌های ویدئویی آمریکایی «اکتیویژن بلیزارد» یک بازیکن حرفه‌ای هنگ کنگی را به دلیل حمایت از اعتراضات طرفدار دموکراسی هنگ کنگ در حین بازی جریمه کرد. روبیو بلیزارد را به سانسور متهم کرد.

##### عراق
در ژوئیهٔ ۲۰۱۴، روبیو از واکنش اولیهٔ اوباما به تهاجم دولت اسلامی عراق و شام (داعش) به عراق حمایت کرد.

##### لیبی
در مارس ۲۰۱۱، روبیو از مشارکت ایالات متحده در عملیات نظامی در لیبی برای سرنگونی معمر قذافی، رهبر لیبی، حمایت کرد. او از رهبران سنا خواست که «قطعنامه‌ای دو حزبی را به صحن سنا ارائه دهند که تصمیم رئیس‌جمهور برای مشارکت در اقدام نظامی متحدین در لیبی را تأیید کند».

##### ایران
در مارس ۲۰۱۷، روبیو به همراه چهار سناتور دیگر، طرحی قانونی را برای گسترش تحریم‌ها علیه ایران ارائه داد. این طرح علاوه بر توسعهٔ موشک‌های بالستیک، مواردی همچون حمایت از تروریسم، فروش تسلیحات و نقض حقوق بشر را نیز شامل می‌شد. باب کورکر، رئیس کمیتهٔ روابط خارجی سنا، در این باره گفت: «این تحریم‌ها به آمریکا این امکان را می‌دهد که ابتکار عمل را در قبال ایران به دست بگیرد و به‌طور قاطع با تهدیدهای این کشور علیه امنیت آمریکا و متحدانش مقابله کند.»
در ژوئیهٔ ۲۰۱۷، روبیو به «قانون مقابله با دشمنان آمریکا از طریق تحریم‌ها» رأی مثبت داد. این قانون تحریم‌هایی را علیه ایران، روسیه و کره شمالی اعمال می‌کرد.
در سپتامبر ۲۰۱۸، روبیو با ارسال نامه‌ای به وزارت دادگستری، خواستار انجام تحقیقاتی دربارهٔ جان کری، وزیر امور خارجهٔ سابق آمریکا، شد. روبیو معتقد بود که ملاقات‌های کری با دیپلمات‌های ایرانی پس از پایان دورهٔ وزارت و گفتگو دربارهٔ برجام، احتمالاً نقض قوانین فدرال محسوب می‌شود. او در این نامه تأکید کرد که مردم آمریکا «حق دارند بدانند که قوانین ایالات متحده برای همه، صرف‌نظر از مقام و منصبشان، به یک شکل اجرا می‌شود.»
روبیو، به عنوان عضو کمیتهٔ روابط خارجی سنا و کمیتهٔ منتخب اطلاعات سنا، پس از حملهٔ هوایی ایالات متحده که منجر به ترور قاسم سلیمانی، شد، بیانیهٔ زیر را صادر کرد:
«رئیس‌جمهور ترامپ با صدور فرمان این حمله، گامی قاطع و دفاعی برای حفاظت از جان شهروندان آمریکایی و منافع ملی کشورمان در منطقه برداشت. این اقدام پیش از آن انجام شد که سلیمانی و نیروهای تروریستی وابسته به ایران بتوانند حملات بیشتری را علیه تأسیسات و منافع آمریکا در خاورمیانه انجام دهند. قاسم سلیمانی یک فرماندهٔ نظامی دشمن و در حقیقت و به نحو دوفاکتو، فرماندهٔ شبکهٔ جهانی تروریسم نیابتی ایران بود که مستقیماً مسئول کشته شدن صدها آمریکایی بود و همچنان به طراحی و هدایت حملات تروریستی علیه دیپلمات‌ها و نظامیان آمریکایی ادامه می‌داد.
ایران ممکن است در تلافی این حمله، پایگاه‌های نظامی یا کشتی‌های جنگی آمریکا در منطقه را هدف قرار دهد. اما رهبران ایران باید قبل از هرگونه اقدامی که به تشدید تنش‌ها منجر شود، عواقب آن را به دقت بسنجند. رژیم ایران سال‌هاست که به عنوان بزرگ‌ترین حامی و صادرکنندهٔ تروریسم در جهان شناخته می‌شود. دست‌های سلیمانی به خون آمریکایی‌ها آلوده بود و او با تهدید منافع آمریکا، بی‌ثبات کردن خاورمیانه و حمایت از تروریسم، خود را به این سرنوشت محکوم کرد. مرگ او تا حدودی عدالت را در حق سربازان آمریکایی که در حملات تحت حمایت ایران در عراق کشته یا مجروح شدند، برقرار می‌کند. ما نمی‌توانیم به رژیم ایران اجازه دهیم که به صدور تروریسم و نفوذ مخرب خود در خاورمیانه و سایر نقاط جهان ادامه دهد. این اقدام، پیامی قاطع و بی‌ابهام به رهبران ایران است.»
روبیو پس از این ترور در برنامهٔ «چهرهٔ ملت» شبکهٔ سی‌بی‌اس با مارگارت برنان دربارهٔ تحولات جاری در عراق و ایران گفتگو کرد. او در این برنامه ادعا کرد سلیمانی برای سفر دیپلماتیک به عراق نرفته بود بلکه در حال انجام مأموریتی خاص بود: «هدف سلیمانی این بود که یک دولت دست‌نشانده در عراق روی کار بیاورد که  کاملاً تحت  کنترل ایران باشد. می‌خواستند از عراق به عنوان یک پایگاه برای حمله به منافع آمریکا در سراسر جهان استفاده کنند. هدف اصلی ایران، حکومت کردن بر عراق نیست. مسئله این نیست که ما می‌خواهیم چه کسی در عراق حکومت کند. مسئله این است که ایران می‌خواهد یک دولت و رهبرانی در عراق داشته باشد که به او اجازه بدهند هر کاری که می‌خواهد انجام بدهد و از عراق به عنوان یک پایگاه برای حمله به آمریکا استفاده کند… ایران می‌خواست رهبران عراق  کاملاً تحت  کنترلش باشند، ما را از عراق بیرون کنند و بعد از عراق به عنوان یک پایگاه برای ادامهٔ سیاست‌های توسعه‌طلبانه‌ش در منطقه استفاده کند. می‌خواستند ما را از منطقه بیرون کنند و متحدان ما را تهدید کنند.».
روبیو پس از ترور سید حسن نصرالله دربارهٔ آیندهٔ روابط با ایران گفته است:
«ایران به‌طور مداوم به دنبال آسیب رساندن به اسرائیل است و به نظر می‌رسد آنها مایلند تا کشته شدن آخرین عضو شبه نظامیان شیعه بجنگند. هدف آنها تسلط بر آن منطقه است. آنها به دنبال بیرون راندن آمریکا از منطقه و سپس نابودی اسرائیل هستند… این به ایرانی‌ها بستگی دارد که تصمیم بگیرند چه کاری می‌خواهند انجام دهند. اما من معتقدم که اگر آنها اوضاع تشدید کنند، خود را در موقعیت بسیار ناامنی خواهند یافت.»

او در پاسخ به این سؤال که «آیا روابط مسالمت‌آمیز با ایران امکان‌پذیر است؟» گفته است:
از لحاظ نظری، اگر رژیم ایران از همین فردا بگوید "ما از تلاش برای تبدیل شدن به قدرت منطقه‌ای دست می‌کشیم، ما سلاح‌های هسته‌ای خود را متوقف می‌کنیم، ما حمایت از تروریسم را متوقف می‌کنیم، ما از تلاش برای ترور شما  [که  کاری  است  که  آنها  در  حال  حاضر  در مورد دونالد  ترامپ  انجام  می‌دهند] دست می‌کشیم، ما همهٔ این کارها را متوقف می‌کنیم، بله، برقراری چنین روابطی ممکن است و شما می‌توانید چیزی شبیه به این ماجرا را حل و فصل کنید. اما به لحاظ عملی و واقعی، این واقعاً بعید است زیرا مأموریت و هدف اصلی رژیم همین‌هاست. البته مردم ایران هیچ شباهتی به رژیم ندارند. من کشورهای کمی را در جهان می‌شناسم که رهبران و مردم آنها با هم به اندازهٔ این‌ها متفاوت باشند. مردم ایران به دنبال قدرت هژمونیک منطقه‌ای نیستند. آنها به دنبال حمایت از تروریسم نیستند. در واقع، فشار زیادی در داخل ایران در میان مردم وجود دارد و آن‌ها می‌پرسند که با همهٔ مشکلاتی که در کشور دارند، چرا همهٔ این پول را صرف شبه نظامیان شیعه و تروریست‌ها و حزب‌الله و کمک به حماس و ایجاد شبکه‌های تروریستی در کرانهٔ باختری می‌کنند؟ اگر ایران حاضر به انجام آنچه گفتم باشد، ما آماده‌ایم. آنچه ما نمی‌توانیم داشته باشیم جهانی است که در آن ایران منابع نامحدودی برای ادامهٔ حمایت از تروریسم، ساخت توانایی هسته‌ای و ساخت این موشک‌ها و موشک‌های دوربرد که آنها در چند سال گذشته توسعه داده‌اند، داشته باشد که نه تنها اسرائیل و کل منطقه، بلکه در نهایت ایالات متحده را تهدید می‌کند.

##### حزب‌الله
روبیو پس از ترور حسن نصرالله در گفت‌وگو با شبکه ان‌بی‌سی گفته بود:
«من فکر می‌کنم اگر نصرالله هنوز زنده بود، خطر یک درگیری گسترده‌تر حتی بیشتر از الان بود. او مردی بود که با خوشحالی می‌گفت «مرگ بر آمریکا، مرگ بر اسرائیل»... در حال حاضر ۶۰ هزار اسرائیلی هستند که تقریباً به مدت یک سال مجبور به ترک خانه‌های خود در شمال اسرائیل شده‌اند و در هتل‌های تل‌آویو زندگی می‌کنند. فرزندان آنها در اتاق‌های کنفرانس به صورت آنلاین به مدرسه می‌روند زیرا گروهی که نصرالله رهبری آن را بر عهده داشت، یعنی حزب‌الله، از سلاح‌های ضدتانک، نه موشک‌های دوربرد هدایت شونده، سلاح‌های ضدتانک، برای هدف قرار دادن آنها و زیرساخت‌های غیرنظامی استفاده می‌کرد؛ بنابراین مردم مجبور به ترک خانه‌های خود شدند… علت ضرورت کشته شدن نصرالله همین است. اسرائیل یک منطقهٔ حائل ۶ تا ۱۰ مایلی بین خود و حزب‌الله می‌خواهد تا آنها  نتوانند از این موشک‌های دوش‌پرتاب برای هدف قرار دادن شهرها و جوامع غیرنظامی استفاده کنند تا مردم بتوانند به خانه‌های خود بازگردند. حزب‌الله از عقب‌نشینی خودداری می‌کند و به این حملات ادامه می‌دهد؛ بنابراین اسرائیل چاره ای جز دفاع از خود ندارد. من فکر می‌کنم نابودی نه تنها نصرالله، بلکه همه اعضای رهبری ارشد این سازمان شیطانی، خدمتی به بشریت است».

##### اسرائیل
مارکو روبیو در طول فعالیت سیاسی خود همواره از حامیان سرسخت اسرائیل بوده و به‌طور مداوم از سیاست‌هایی که به نفع روابط قوی ایالات متحده و اسرائیل هستند، حمایت کرده است. او در سخنرانی‌های خود در سنا و بیانیه‌های عمومی، بر اهمیت این اتحاد تأکید کرده و در نوامبر ۲۰۱۵ گفته است: "اگر آمریکا در کنار اسرائیل نایستد، در کنار چه کسی خواهد ایستاد؟ اگر اسرائیل - یک دموکراسی، یک متحد قوی آمریکا در صحنهٔ بین‌المللی - اگر آنها شایستهٔ حمایت بی‌قید و شرط ما نیستند، پس کدام یک از متحدان ما در سراسر جهان می‌توانند در اتحاد خود با ما احساس امنیت کنند؟"

###### مواضع سیاسی و اقدامات قانونی در حمایت از اسرائیل
در سپتامبر ۲۰۱۶، روبیو از لایحه‌ای برای اختصاص ۱٫۵ میلیارد دلار بودجهٔ اضطراری برای اسرائیل حمایت کرد که به‌طور مساوی بین دفاع موشکی و کمک‌های نظامی مستقیم تقسیم می‌شد. لیندسی گراهام، همکار او، تأکید کرد که این لایحه تعهد آمریکا را برای «روشن کردن این موضوع به رژیم ایران که ما همچنان در کنار متحد نزدیک خود ایستاده‌ایم و به دفاع از اسرائیل متعهد هستیم» نشان می‌دهد.

###### به رسمیت شناختنبیت‌المقدسبه عنوان پایتخت اسرائیل
مانند سایر نامزدهای جمهوری‌خواه در  انتخابات ریاست جمهوری ۲۰۱۶، روبیو متعهد شد که در صورت  انتخاب به عنوان رئیس‌جمهور، سفارت آمریکا را به بیت‌المقدس منتقل کند. هنگامی که رئیس‌جمهور ترامپ در دسامبر ۲۰۱۷ به‌طور رسمی بیت‌المقدس را به عنوان پایتخت اسرائیل به رسمیت شناخت، روبیو از این تصمیم حمایت کرد و گفت: «من از رئیس‌جمهور ترامپ به دلیل پیروی از قانون ایالات متحده و به رسمیت شناختن اورشلیم به عنوان پایتخت ابدی دولت یهودی اسرائیل قدردانی می‌کنم.»

##### مناقشهٔ اسرائیل و فلسطین
روبیو از سال ۲۰۱۵ به‌طور مداوم با راه حل دو کشوری برای مناقشهٔ اسرائیل و فلسطین مخالفت کرده است. در جریان کمپین  انتخاباتی ریاست جمهوری ۲۰۱۶، روبیو از موضع «بی‌طرفانهٔ» دونالد ترامپ، نامزد وقت، در مورد مناقشهٔ اسرائیل و فلسطین  انتقاد کرد و چنین بی‌طرفی را «موضعی ضد اسرائیلی» توصیف کرد. او از تلاش‌های بین‌المللی برای فشار بر اسرائیل در مورد مسائل شهرک‌سازی‌ها  انتقاد کرده است، از جمله مخالفت با قطعنامهٔ ۲۳۳۴ شورای امنیت سازمان ملل متحد در سال ۲۰۱۶ که شهرک‌سازی‌های اسرائیل در کرانهٔ باختری را محکوم می‌کرد و آن را «یک طرفه» توصیف کرد.
در سال ۲۰۲۴، روبیو با قطعنامه‌ای به رهبری فلسطین در مجمع عمومی سازمان ملل متحد که خواستار اجرای حکم دیوان بین‌المللی دادگستری مبنی بر پایان دادن به شهرک‌سازی‌های اسرائیل و پرداخت غرامت به فلسطینی‌ها بود، مخالفت کرد.

##### جنگ ۲۰۲۳ اسرائیل و غزه
پس از حملهٔ حماس به اسرائیل در اکتبر ۲۰۲۳، روبیو حمایت قوی خود را از حق دفاع از خود اسرائیل ابراز کرد. در ۹ اکتبر ۲۰۲۳، او از واکنش «نامتناسب» اسرائیل در جنگ با حماس در نوار غزه حمایت کرد. هنگامی که در گفت‌وگو با سی‌ان‌ان دربارهٔ نگرانی‌ها در مورد تلفات غیرنظامیان در غزه از او سؤال شد، روبیو پاسخ داد: «من فکر نمی‌کنم هیچ راهی وجود داشته باشد که از اسرائیل  انتظار داشته باشد که با این وحشی‌ها همزیستی کند یا به دنبال راه حل دیپلماتیک باشد… آنها باید نابود شوند.»
روبیو به‌طور پیوسته با آتش‌بس در جنگ میان اسرائیل و حماس مخالفت کرده است. او در اکتبر ۲۰۲۳ گفت: «آتش‌بس در حال حاضر باعث طولانی شدن جنگ می‌شود. حماس از آن برای دزدیدن کمک‌های انسانی، جابه‌جایی جنگجویان خود به مواضع بهتر، انتقال گروگان‌ها به مخفیگاه‌های جدید و مسلح کردن موشک‌اندازهای خود برای حملات در داخل اسرائیل استفاده خواهد کرد.» او در یک توییت در ماه آوریل، گفت: "دفعهٔ بعد که شنیدید گروه "آتش‌بس‌خواهان" به عنوان "فعالان صلح" توصیف می‌شوند، به یاد آورید که چه تعداد از آنها پرتاب صدها پهپاد و موشک ایرانی به سمت اسرائیل را تشویق کردند. آنها آتش‌بس نمی‌خواهند، آنها می‌خواهند اسرائیل نابود شود."

##### سوریه
در سپتامبر ۲۰۱۳، روبیو به قطعنامه‌ای که به رئیس‌جمهور اوباما اجازه استفاده از نیروی نظامی علیه سوریه در واکنش به استفاده رژیم اسد از سلاح‌های شیمیایی را می‌داد، رأی منفی داد و گفت که او به این موضوع شک دارد که حملهٔ نظامی برنامه‌ریزی شده تأثیر مورد نظر را داشته باشد. در ژوئیهٔ ۲۰۱۴، روبیو خواستار ارسال سلاح برای حمایت از عناصر میانه‌رو در اپوزیسیون سوریه و یک کمپین بمباران برای متوقف کردن پیشروی داعش، و همچنین کمک به نیروهای محلی سنی در عراق و ایجاد مناطق پرواز ممنوع در سوریه برای حفاظت از غیرنظامیان در برابر بشار اسد شد.
در دسامبر ۲۰۱۸، پس از اینکه ترامپ خروج نیروهای آمریکایی از سوریه را اعلام کرد، روبیو یکی از شش سناتوری بود که نامه‌ای را امضا کردند و در آن نگرانی خود را از این اقدام و باور خود را مبنی بر اینکه «چنین اقدامی در این زمان اشتباهی زودرس و پرهزینه است که نه تنها امنیت ایالات متحده را تهدید می‌کند، بلکه داعش، بشار اسد، ایران و روسیه را نیز جسورتر می‌کند» ابراز کردند.

##### ترکیه
روبیو سرکوب گستردهٔ مخالفان توسط ترکیه پس از کودتای ناکام  ژوئیهٔ ۲۰۱۶ را محکوم کرد. روبیو گفت: «وقتی رژیمی دارید که حاضر است افراد را دستگیر کند یا برای ایجاد اهرم اتهاماتی را علیه آنها جعل کند، همان‌طور که با پاستور برونسون انجام دادند، البته که من نگران هستم.»
البته در سال ۲۰۱۵، روبیو گفته بود که او برای دفاع از ترکیه، متحد ناتوی آمریکا، خطر جنگ با روسیه را به جان می‌خرد.

##### ناتو
در ژانویهٔ ۲۰۱۹، روبیو به همراه هفت سناتور دیگر، طرحی قانونی را با هدف جلوگیری از خروج آمریکا از ناتو توسط ترامپ، به سنا ارائه دادند. در این طرح، تصویب هرگونه تعلیق، لغو یا خروج از پیمان ناتو منوط به موافقت دو سوم سناتورها شده بود. این طرح در واکنش به گزارش‌هایی ارائه شد که نشان می‌داد ترامپ در سال گذشته بارها تمایل خود را برای خروج از ناتو ابراز کرده است. روبیو در این باره گفت که با توجه به افزایش فعالیت‌های خرابکارانهٔ روسیه در منطقه و سایر نقاط جهان، ناتو بیش از پیش اهمیت یافته است و برای امنیت ملی آمریکا و متحدان اروپایی آن، ضروری است که آمریکا در ناتو باقی بماند و نقش فعالی در این سازمان ایفا کند.

##### روسیه
روبیو در جریان رقابت‌های مقدماتی حزب جمهوری‌خواه در سال ۲۰۱۶، ولادیمیر پوتین، رئیس‌جمهور روسیه، را «گانگستر» و «تبهکاری خواند که یک کشور را اداره می‌کند.»
او در اوت ۲۰۱۸ در گفتگو با خبرنگاران گفت: «در حال حاضر، هر نهاد و شخصیتی در آمریکا که در سطوح بالای سیاسی فعالیت می‌کند، باید  انتظار داشته باشد که هدف کمپین‌های نفوذ روسیه و حتی چین قرار بگیرد.» روبیو در توضیح این موضوع گفت: «نفوذ در سیستم‌های اطلاعاتی و سیاسی کشورهای دیگر برای آسیب رساندن به آنها روشی بسیار کم‌هزینه است… و روسیه و چین از عهدهٔ هزینه‌های این گونه اقدامات برمی‌آیند. آنها می‌توانند با نفوذ در سیستم‌های الکترونیکی، اطلاعات نادرست  منتشر کنند، افکار عمومی را به سمت مورد نظر خود هدایت کنند و در نهایت باعث ایجاد هرج و مرج در کشور ما شوند.»
در نوامبر ۲۰۱۸، روبیو به همراه راجر ویکر، جین شاهی و کریس کونز، با  انتشار بیانیه‌ای با نامزدی ژنرال الکساندر پروکوپچوک، از روسیه، برای ریاست اینترپل مخالفت کردند. آنها در این بیانیه اعلام کردند که "مطمئن هستند آقای پروکوپچوک در صورت  انتخاب به عنوان رئیس اینترپل، از ابزار "اعلان قرمز" برای اهداف سیاسی سوءاستفاده خواهد کرد و مانع از اجرای اصلاحات در این سازمان خواهد شد." روسیه در واکنش به این بیانیه، آن را به "دخالت در  انتخابات این سازمان بین‌المللی" متهم کرد.
در همان ماه، روبیو به همراه ۲۴ سناتور جمهوری‌خواه دیگر، نامه‌ای به دونالد ترامپ نوشتند و در آن تأکید کردند که ارزش و اهمیت «پیمان استارت جدید» در گرو «اجرای یک برنامهٔ مدرنیزاسیون سلاح‌های هسته‌ای قوی و پایدار در آمریکا، پایبندی  کامل روسیه به تعهدات خود در زمینهٔ  کنترل تسلیحات، و ایجاد تعادل واقعی در توانایی‌های هسته‌ای طرفین این پیمان» است. آنها در این نامه روسیه را به «نقض فاحش تعهدات خود در زمینهٔ  کنترل تسلیحات» مانند «پیمان نیروهای هسته‌ای میان‌برد» از طریق استقرار موشک‌های کروز زمینی متهم کردند.
در ژانویهٔ ۲۰۱۹، روبیو به همراه ۱۰ سناتور جمهوری‌خواه دیگر به طرحی رأی داد که هدف آن جلوگیری از لغو تحریم‌ها علیه سه شرکت روسی توسط دونالد ترامپ بود.

## زندگی خصوصی
روبیو کاتولیک است و در مراسم مذهبی کلیسای «گل کوچک» (Church of the Little Flower) در کورال گیبلز، فلوریدا، شرکت می‌کند. او پیش از این در «انجمن مسیح» (Christ Fellowship)، یک کلیسای عضو کنوانسیون باپتیست جنوبی در کندال غربی، فلوریدا شرکت می‌کرد.
در سال ۱۹۹۸، روبیو با ژانت  دوسدبس (Jeanette Dousdebes)، یکی از رقاصه‌ها یا هلهله‌چی‌های حامی میامی دلفینز (Miami Dolphins)، یک تیم فوتبال آمریکایی در لیگ NFL مستقر در شهر میامی، و کارمند سابق بانک، در مراسمی کاتولیک در کلیسای «گل کوچک» ازدواج کرد. آنها چهار فرزند دارند. روبیو و خانواده‌اش در وست میامی (West Miami)، فلوریدا زندگی می‌کنند.
بر اساس گزارش وب‌سایت OpenSecrets.org در سال ۲۰۱۸، دارایی خالص روبیو منفی بود و بیش از 

1٫5 میلیون دلار بدهی داشت. OpenSecrets.org یک وب‌سایت غیرانتفاعی است که اطلاعاتی دربارهٔ تأمین مالی سیاست و نفوذ پول در سیاست آمریکا ارائه می‌دهد.